# Olšina u Skleného
Olšina u Skleného je přírodní rezervace poblíž obce Sklené v okrese Žďár nad Sázavou v nadmořské výšce 720–734 metrů. Oblast spravuje AOPK ČR, RP Správa CHKO Žďárské vrchy. Důvodem ochrany je olšový porost přecházející v rašeliniště.